# Heterograma
Un heterograma (del griego héteros, 'diferente' y gramma, 'letra') es una palabra o frase que no contiene ninguna letra repetida. Esta propiedad fue descrita por Dmitri Borgmann en su libro Language on Vacation: An Olio of Orthographical Oddities, donde intentó encontrar la palabra más larga que cumpliera esta condición (aunque él se refería a ella como palabra sin patrón o isograma, en ningún momento heterograma).
El escritor Georges Perec utilizaba este concepto como base para formar poemas. Partía de un heterograma de once letras (las diez más usadas y una de las restantes, que él llamaba la clave del poema). Luego escribía once anagramas de este. Finalmente utilizaba esta restricción para formar un poema con sentido.

## Términos relacionados
Un isograma (del griego isos, 'igual' y gramma, 'letra') es una palabra o frase en la que cada letra aparece el mismo número de veces. Si cada letra aparece solo una vez será un heterograma, si aparece dos, un isogroma de segundo orden y así sucesivamente. 
Un pangrama (del griego pan, 'todo' y gramma, 'letra') es una frase en la que aparecen todas las letras del abecedario. Si cada letra aparece sólo una vez, formando por tanto un heterograma, se le llama pangrama perfecto.

## Ejemplos
- Heterogramas: yuxtaponer (10), centrifugado (12), luteranismo (11), adulterinos (11), hiperblanduzcos (15)...
- Isogramas con una repetición o de segundo orden: acondicionar (11), escritura (9), intestinos (10), papelera (8)...
- Pangrama: Benjamín pidió una bebida de kiwi y fresa. Noé, sin vergüenza, la más exquisita champaña del menú.